# وزارت امور خارجه مالزی
وزارت امور خارجه (به انگلیسی: Ministry of Foreign Affairs) (مالایی: Kementerian Luar Negeri)، به اختصار KLN، یک وزارتخانه در دولت مالزی است که مسئولیت سیاست خارجی، جامعه دور از وطن مالزی، خارجیان در مالزی، دیپلماسی، روابط خارجی، مقابله با تروریسم، روابط دو جانبه، امور چند جانبه، آسه‌آن، پروتکل بین‌المللی، خدمات کنسولی، امور بحری و جنگ‌افزار شیمیایی را بر عهده دارد. این وزارتخانه در حال حاضر در پوتراجایا قرار دارد. نام وزارتخانه در حد وسیعی با عنوان ویسما پوترا شناخته می‌شود که همچنین نام ساختمان این وزارتخانه در پوتراجایا هم می‌باشد.